# Reform Bahai Faith
Reform Bahai Faith – niewielkie wyznanie bahaickie, założone w 2004 roku przez Fredericka Glayshera, dla którego inspiracją była działalność Marcina Lutra, Julie Chanler, Ruth White i Mirzy Ahmada Sohraba. Grupa ta działa tylko w internecie. Jej celem jest skupienie głównie liberalnych bahaitów, a jej założenia zawierają się w 95 tezach (analogia do 95 tez M. Lutra) i IX artykułach. W odróżnieniu od głównego nurtu bahaizmu wyznanie to zakłada umiarkowane rozdzielenie państwa od kościoła i sprzeciwia się teokracji. Reform Baháí Faith szuka zbliżenia z innymi grupami uniwersalistycznymi, synkretycznymi i humanistycznymi. Jest jedyną sektą w łonie bahaizmu, która wydzieliła się z powodów innych niż kwestia przywództwa.  Zdaniem krytyków, Glaysher jest jedynym aktywnym członkiem tego wyznania. Na temat założeń wspólnoty mówi książka Glayshera The Universal Principles Of The Reform Bahai Faith wydana w grudniu 2007 przez Reform Bahai Press, a zawierająca wybrane pisma założycieli bahaizmu oraz White, Sohraba i Chanler.